# ゲラニル二リン酸ジホスファターゼ
ゲラニル二リン酸ジホスファターゼ(Geranyl diphosphate diphosphatase, EC 3.1.7.11)は、系統名をゲラニル二リン酸 ジホスホヒドロラーゼ(geranyl-diphosphate diphosphohydrolase)という酵素である。この酵素は、以下の化学反応を触媒する。
ゲラニル二リン酸 + 水 {\displaystyle \rightleftharpoons } ゲラニオール + 二リン酸
この酵素は、バジル及びクスノキから単離される。